# Henry B. Eyring
Henry Bennion Eyring (Princeton, N.J., 31 de mayo de 1933) es un administrador de educación y líder religioso , quien sirve como Segundo consejero de Russell M. Nelson, 17º presidente de La Iglesia de Jesucristo de los Santos de los Últimos Días. Eyring ha servido también como Primer consejero de Thomas S. Monson, 16º presidente de La Iglesia de Jesucristo de los Santos de los Últimos Días, miembro del Quórum de los Doce Apóstoles, miembro del Obispado Presidente y del Primer Quórum de los Setenta de La Iglesia de Jesucristo de los Santos de los Últimos Días.

## Biografía
Eyring nació el segundo hijo del renombrado Químico de Princeton Henry Eyring y su esposa Mildred Bennion.

### Profesión
Sirvió dos años en la Fuerza Aérea de los Estados Unidos, basado en la base Sandia, en Albuquerque, Nuevo México. Eyring se recibió con una licenciatura en física de la Universidad de Utah, donde su padre enseñó química. Obtuvo una maestría (MBA) y luego un doctorado en administración de empresas de la Universidad de Harvard antes de embarcarse en una carrera en pedagogía.
Eyring sirvió dos veces como Comisionado de Educación de su Iglesia, primero en septiembre de 1980 hasta abril de 1985 y más recientemente, de septiembre de 1992 hasta enero de 2005, cuando fue reemplazado por W. Rolfe Kerr. Eyring fue profesor asociado de negocios en la Universidad de Stanford y trabajó también en la facultad de la MIT Sloan School of Management en el Instituto de Tecnología de Massachusetts (MIT). Fue miembro de la facultad de la Escuela de Graduados en Asuntos Empresariales de la Universidad Stanford desde 1962 a 1971. Desde 1972 hasta 1977, sirvió como el rector de Ricks College de Rexburg, Idaho.

### Liderazgo religioso
El presidente Henry B. Eyring fue nombrado Primer Consejero de la Primera Presidencia de La Iglesia de Jesucristo de los Santos de los Últimos Días el 3 de febrero de 2008. Con anterioridad, había servido como Segundo Consejero de la Primera Presidencia con el presidente Gordon B. Hinckley desde el 6 de octubre de 2007. Fue llamado al Quórum de los Doce Apóstoles de La Iglesia de Jesucristo de los Santos de los Últimos Días el 1º de abril de 1995, previo de lo cual prestaba servicio como miembro del Primer Quórum de los Setenta a partir del 3 de octubre de 1992.  El presidente Eyring había servido en calidad de Primer Consejero del Obispado Presidente desde abril de 1985 hasta septiembre de 1992 y como Comisionado de Educación de la Iglesia desde septiembre de 1980 hasta abril de 1985, y también desde septiembre de 1992 hasta enero de 2005.  Fue presidente de la Universidad Ricks en Rexburg, Idaho, desde 1971 hasta 1977. Formó parte del profesorado de la Facultad de Estudios de Postgrado de Negocios de la Universidad Stanford desde 1962 hasta 1971.  Tiene una licenciatura en Física conferida por la Universidad de Utah y una Maestría y un Doctorado en Administración de Empresas otorgados por la Universidad Harvard.  Nació en Princeton, Nueva Jersey, el 31 de mayo de 1933, y ha servido a la Iglesia en calidad de representante regional, como miembro de la mesa general de la Escuela Dominical y como obispo.

## Publicaciones
- Eyring, Henry B. (2004). To Draw Closer to God: A Collection of Discourses. Deseret Book Company. ISBN 1-59038-322-2.
- --- (2003). Go Forth to Serve. Deseret Book Company. ISBN 1-57008-946-9.
- --- (2002). Because He First Loved Us. Deseret Book Company. ISBN 1-57008-924-8.
- --- (1995). On becoming a disciple-scholar: Lectures presented at the Brigham Young University Honors Program (Discipline and discipleship lecture series). Bookcraft. ISBN 1-57008-198-0.